# Tyszki-Bregendy
Tyszki-Bregendy – wieś sołecka w Polsce, położona w województwie mazowieckim, w powiecie mławskim, w gminie Szydłowo.
W latach 1975–1998 miejscowość administracyjnie należała do województwa ciechanowskiego.
Tyszki Bregendy są niewielką wsią, o charakterze ulicówki, złożoną z ponad dwudziestu domów, zamieszkaną przez ok. 70 osób. Miejscowość jest położona na uboczu - przy niewielkiej, gruntowej drodze łączącej dwie boczne drogi odchodzące od drogi wojewódzkiej nr 554, łączącej Mławę i Przasnysz.
Okolicę osady stanowią głównie pola uprawne, łąki, lasy i nieużytki.